# Lies (McFly)
Lies è un singolo del gruppo musicale britannico McFly, pubblicato nel 2008 ed estratto dal loro quarto album in studio Radio:Active.

## Tracce
- CD 1 (UK)

1. Lies (Album Version) - 3:46
2. Winner Takes It All (Acoustic) - 4:17

- CD 2 (UK)

1. Lies (Album Version) - 3:46
2. Going Through the Motions (Live) - 3:49
3. The End (Acoustic) - 3:42
4. Interview - 11:26

## Classifiche
| Classifica (2008) | Posizione raggiunta |
| ----------------- | ------------------- |
| Regno Unito       | 4                   |